# Shadowrun

Sechsseitige Würfel mit Shadowrun-Logo

Shadowrun ist ein genreübergreifendes Pen-&-Paper-Rollenspiel US-amerikanischen Ursprungs, das erstmals im Jahr 1989 erschien. Es spielt in der nahen Zukunft und verbindet den technischen und Dark-Future-Aspekt von Cyberpunk mit magischen Einflüssen der Fantasy  wie Magie, Elfen, Zwerge und Drachen. Somit unterscheidet es sich erheblich von anderen Spielsystemen, die sich nur auf ein Genre konzentrieren (z. B. Cyberpunk 2020, Das Schwarze Auge). Die deutsche Ausgabe der aktuellen sechsten Edition erscheint bei Pegasus Spiele.

## Spielwelt
Ausgehend von der real existierenden Welt Ende der 1980er Jahre, spinnen die Macher von Shadowrun die Entwicklung der Menschheit im Sinne der dystopischen Richtung des Cyberpunks von William Gibson (Neuromancer-Trilogie) und der Dark Future weiter. Der Hintergrundgeschichte nach haben sich Konzerne zu weltumspannenden Strukturen ausgebaut, die nur noch wenigen Gesetzen unterliegen. Die größten multinationalen Konzerne – sogenannte Megakons – besitzen eine Form der Exterritorialität, was ihnen erlaubt, unbehelligt von staatlichen Gesetzen auf ihrem eigenen Grund zu agieren. Polizeiliche Aufgaben werden ebenfalls von einzelnen Konzernen übernommen. Weite Teile der Erde sind durch rücksichtslose Ausbeutung und Katastrophen zerstört. Die Katastrophen haben zusammen mit mehreren Pandemien eines stark mutagenen Virus – dem ein Drittel der Weltbevölkerung zum Opfer fiel – die urbane Gesellschaft stark polarisiert: eine vergleichsweise wohlhabende Schicht von Konzernangestellten, die in geschützten Enklaven ihres jeweiligen Konzerns leben und eine große Schicht von Armen, die weitgehend rechtlos außerhalb der Konzerne leben. Außerhalb der zu Megaplexen zusammengewachsenen Städte verwildern viele Gebiete oder werden zu autonomen Kleinstaaten.
Parallel zu dieser Entwicklung kehrt jedoch auch die Magie in die Welt zurück, die nach dem Mayakalender nun als sechste Welt bezeichnet wird. Viele Menschen werden als Elfen, Zwerge oder Orks geboren oder im Zuge der „Goblinisierung“ dazu verwandelt, während sich Naturvölker wie die Indianer mithilfe von Magie gegen ihre Unterdrücker erheben und eigene Staaten gründen, was zur Balkanisierung vieler Staaten führt und Zauberer zu unverzichtbaren Bestandteilen der modernen Kriegsführung macht. Wesen wie Vampire und Drachen machen die sechste Welt nur noch gefährlicher. Rassismus richtet sich verstärkt gegen die als gewalttätig oder kriminell verschrienen Orks und Trolle, während die Konzerne in der Magie eine neue Einnahmequelle entdeckt haben.
Spieler spielen in dieser Welt zumeist „Shadowrunner“. Hierbei handelt es sich um offiziell nicht existierende Söldner, die von Konzernvertretern für illegale Arbeiten gegen andere Konzerne angeheuert werden. Die Bandbreite reicht dabei von Datenbeschaffung und Wirtschaftsspionage bis zu Auftragsmorden („Wetwork“). Den Spielercharakteren stehen dank des zwischenzeitlichen Fortschritts im Bereich von Technik und Wissenschaften dazu eine Vielzahl verschiedener technischer Hilfsmittel zur Verfügung – etwa in Form von kybernetischen Implantaten oder speziell gezüchteten Organen. Die Einbaukapazität in den menschlichen Körper ist hierbei begrenzt; mit jedem zusätzlichen Gerät wird der Organismus der Spielfigur unzuverlässiger. Wird eine bestimmte Grenze überschritten, stellt der Körper die Funktion ein.
Einer der primären Handlungsorte ist die knapp 4000 km² große, etwa drei Millionen Einwohner zählende Metropolregion Seattle, die durch Fusion von Seattle mit den umliegenden Bezirken entstand. Wegen seiner Lage dient Seattle im Spiel als wichtige Drehscheibe des Handels, so dass nahezu jeder Großkonzern hier einen Sitz aufweist. Vor allem in deutschsprachigen Veröffentlichungen ist die „Allianz Deutscher Länder“ (ADL), also das zukünftige Deutschland, ein wichtiger Handlungsort.
Das eigenständige Rollenspiel Earthdawn bildet die Hintergrund-Vorgeschichte zu Shadowrun. Es spielt zur Zeit von Atlantis und basiert spieltechnisch auf komplett anderen Regeln. Die Verwebung der Hintergrund-Welten beider Spiele wurde seit 1997 nur noch selten thematisiert und erfuhr erst im Rahmen der Dawn of the Artifacts-Abenteuerreihe von Catalyst Game Labs wieder stärkere Beachtung.
In einem online publizierten Essay führt der Religionswissenschaftler Michael Blume aus, dass Shadowrun Zukunftsfragen wie die Diskussionen des Mayakalenders, die Sehnsucht nach einer „Wiederverzauberung der Welt“, die Gleichzeitigkeit von „Globalisierung und Regionalisierung“ sowie die Verschmelzung von Mensch und Technik im Transhumanismus frühzeitig spielerisch verarbeitet habe.

## Spielsystem

### Charaktere
Shadowrun basiert auf einem stufen- und klassenlosen System, bei dem die Spielfiguren mit Attributen, Fertigkeiten und Implantaten nach Vorstellung des Spielers ausgebaut werden können. Hierbei beeinflussen sich jedoch einzelne Aspekte. So können zum Beispiel technologische Implantate die Fähigkeit einer Spielfigur, Magie zu wirken, beeinträchtigen. Üblicherweise stehen den Spielern neben gewöhnlichen Menschen auch Elfen, Zwerge, Orks und Trolle zur Auswahl; durch Ergänzungsbände können auch weitere Kreaturen oder „Metavarianten“ wie Zentauren hinzukommen. Alles in allem sind dadurch exotische und kuriose Mischungen möglich, etwa kybernetische Samurai-Orks, Troll-Leibwächter mit Konzern-Vergangenheit oder zaubernde Elfen-Reporter. Zur Orientierung bietet das Spiel sogenannte „Archetypen“. Hierbei handelt es sich um Schablonen zur Charaktererstellung, die Anfängern den Spieleinstieg erleichtern sollen.

### Würfel

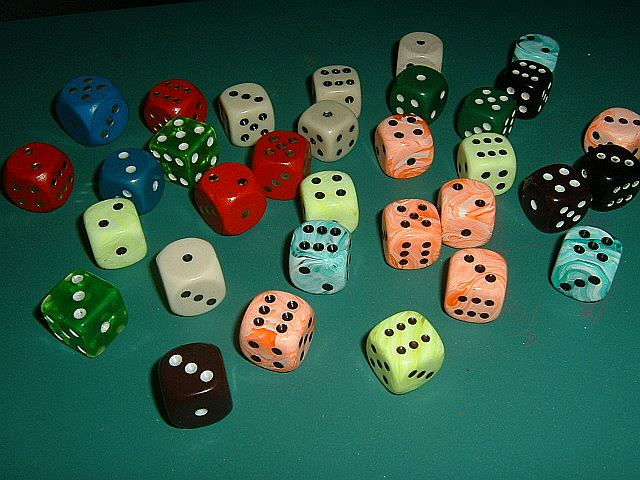
Ein beispielhafter Würfelwurf: 32W6, davon 13 Erfolge

Würfelproben werden ausschließlich mit sechsseitigen Würfeln, kurz W6, durchgeführt. Die Grundregel ist das sogenannte „Erfolgssystem“, das in der dritten und vierten Version unterschiedlich ausgestaltet ist. Den 3.01-Regeln folgend, versuchen die Spieler mit mehreren Würfen einen vorgegebenen Wert – den „Mindestwurf“ (z. B. 5) – zu übertreffen. Jeder Würfel, der den Mindestwurf anzeigt (also 5 in unserem Beispiel) oder übertrifft (6 anzeigt), zählt dabei als „Erfolg“. Durch die Anzahl der Erfolge wird ermittelt, ob und wie gut eine Probe bestanden wurde. Bei Proben zwischen konkurrierenden Parteien werden die jeweils erreichten Erfolge verglichen und die „Nettoerfolge“ bestimmt. In der 3.01D-Edition wurde der Mindestwurf hier vom Spielleiter anhand diverser Tabellen und seiner Einschätzung der Situation modifiziert, also herauf- oder herabgesetzt. In der 4. Edition verhängt der Spielleiter ebenfalls nach Tabellen und Gefühl sogenannte Würfelpoolmodifikatoren, die die Anzahl der Würfel, die zum Erreichen des Mindestwurfes zur Verfügung stehen, verändern.
Nach dem Regelsystem der 4. Shadowrun-Edition gibt der Mindestwurf nicht die Zahl wieder, die mit den Würfeln erreicht werden muss, sondern die Anzahl der Erfolge (gegen eine feste Schwierigkeit von 5), die insgesamt erreicht werden sollen. Anstatt – wie bei 3.01 – die Schwierigkeit zu modifizieren, hat der Spielleiter hier die Möglichkeit, den Mindestwurf zu erhöhen (also die Anzahl der Erfolge, die gewürfelt werden müssen), oder die Menge der zur Verfügung stehenden Würfel zu modifizieren. Nach Shadowrun 3.01 hätte ein Wurf von 1, 3, 3, 5, 6, 6 gegen den Mindestwurf von 6 also zwei Erfolge eingebracht, nach Shadowrun 4 wäre ein Mindestwurf von 6 nicht erfüllt worden (da es keine 6 Erfolge gegen die feste Schwierigkeit von 5 gab). Hierfür hätte man sechs Fünfen oder Sechsen würfeln müssen.
In der fünften Shadowrun-Edition gibt es für die Anzahl der gültigen Erfolge Limits, die sich aus den Attributen der Spielfigur ableiten. Jede Spielfigur hat ein körperliches, ein geistiges und ein soziales Limit.
Bei nicht vorhandener Fertigkeit kann auf eine erschwerte Probe auf verwandte Fertigkeiten oder ein Attribut ausgewichen werden.

### Karma
Für die Weiterentwicklung einer Spielfigur dienen „Karmapunkte“, welche ungefähr den sogenannten Erfahrungspunkten anderer Systeme entsprechen. Diese werden vom Spielleiter in Abhängigkeit von Erfolg und Spielweise individuell vergeben. Mit diesen Punkten kann die Spielfigur ausgebaut werden, indem zu vorgegebenen „Preisen“ Attributs- oder Fertigkeitsverbesserungen gekauft werden. Die Kosten für eine solche Steigerung sind dabei stets steigend zum jeweiligen Spielfortschritt.

### Spielmaterial
Zum Spielen wird das Grundregelwerk benötigt. Es enthält alle erforderlichen Spielregeln, die Anleitung für die Charaktererstellung, generelle Fertigkeits-, Ausrüstungs- und Zauberlisten und Kopiervorlagen der Charakterblätter. Daneben existieren Erweiterungen und „Quellenbücher“, die Hintergrundinformationen bieten. Diese beschreiben interessante Aspekte, Handlungsorte, Ausrüstung und Geschehnisse des Lebens in der Spielwelt und bieten weiterführende Regeln. Weiter sind spezielle Abenteuerbände erhältlich.

## Entwicklung
Entwickelt wurde Shadowrun von Robert N. Charrette, Paul Hume und Tom Dowd für die US-Firma FASA Corporation und erschien im Jahr 1989 in seiner ersten Version, die im Jahr 2050 spielt. Drei Jahre später wurde die überarbeitete, im Jahr 2053 spielende, zweite Version veröffentlicht. Im Jahr 1998 erschien die dritte Version, die im Jahr 2060 spielt und diverse Zusätze aus zwischenzeitlich erschienenen Erweiterungen zusammenfasst. Gleichzeitig wurde die Aufmachung von realistischem zu comichaftem Zeichenstil verändert.
Im Jahr 2001 übernahm das in Seattle ansässige Unternehmen WizKids, nachdem FASA seine eigene Verlagstätigkeit eingestellt hat, die Shadowrun-Lizenz und übertrug diese an FanPro. Im Oktober 2005 erschien die vierte Version. Sie fasst abermals viele Regeln diverser Erweiterungen zusammen und vereinfacht diese teilweise stark, um Anfängern den Einstieg zu erleichtern. Die Rahmenhandlung wird dabei ins Jahr 2070 verlegt, die Darstellung erneut realistischer gestaltet. Die aktuelle englische Ausgabe der Edition von Shadowrun wird von Catalyst Game Labs publiziert. Catalyst wurde im Jahr 2007 durch In Media Res Productions extra für die Publikation von Battletech- und Shadowrun-Material gegründet.
Traditionell fließen in die deutsche Edition von Shadowrun immer neueste Errata und Zugaben zur deutschen Spielwelt mit ein, die dann wiederum auch in der englischen Ausgabe veröffentlicht werden. Frühere Editionen erschienen beim deutschen Branchenverlag FanPro. Die übersetzten Werke wurden dabei mit dem Suffix „.01D“ gekennzeichnet, etwa „4.01D“. Für Deutschland, Schweiz und Österreich veröffentlichte FanPro eigene Hintergrundbände, die teilweise auch ins Englische übersetzt wurden.

## Andere Shadowrun-Produkte

Shadowrun-Duels-Figur „Kyushi“ (hier ohne Bodenplatte und Zubehör)

### Bücher
Seit 1991 erscheint im Heyne Verlag eine Taschenbuchreihe, welche die offizielle Handlungslinie fortführt. Die Reihenfolge der deutschen Ausgabe weicht von der englischen Vorlage teilweise stark ab, außerdem sind einige der Titelbilder vertauscht. Bei Fantasy Productions sind seit 1997 ebenfalls mehrere Bücher erschienen. Diese wurden von deutschsprachigen Autoren geschrieben und befassen sich meist mit Deutschland und Österreich. Fantasy Productions existiert allerdings nicht mehr als Verlag. Die Rechte an Shadowrun liegen aktuell bei Pegasus Spiele, die Option für die Romanrechte wurde allerdings zunächst nicht gezogen (Stand 2012). Seit 2017 erscheinen Shadowrun-Romane bei Pegasus.

### Spielkonsole, Computer und Internet
Im Jahr 1993 erschien von Beam Software das Action-RPG Shadowrun für das SNES, das sich grob an der ersten Romantrilogie orientiert. Dieses Spiel vereinfachte das Regelwerk durch Streichung zahlreicher Charakterwerte stark und setzte den Fokus auf die Geschichte. Von diesem Spiel erschien auch eine komplett ins Deutsche übersetzte Version.
Im Jahr 1994 wurde von BlueSky Software für das Sega Mega Drive ein weiteres RPG unter demselben Namen entwickelt. Dieses hat keinen Bezug zum SNES-Spiel und präsentiert sich im direkten Vergleich mit offenerem Spielablauf und größerer Nähe zum Pen-&-Paper-Original und wird deshalb mitunter als frühes Beispiel eines Open-World-Rollenspiels für Konsolen angesehen. Es wurde jedoch nur in den USA und Teilen Asiens veröffentlicht.
Im Jahr 1996 erschien ein weiteres schlicht als Shadowrun betiteltes Spiel für das Sega Mega-CD exklusiv in Japan. Diese von Group SNE entwickelte Variante verbindet Elemente des Adventure-Genres mit für japanische Rollenspiele jener Zeit typischen rundenbasierten Kämpfen aus der Vogelperspektive. Anzumerken ist, dass sich dieses Spiel visuell im Manga-Stil präsentiert, da es auf einer japanischen Manga-Vorlage basiert.
Seit dem 30. Mai 2007 wird von Microsoft für die Xbox 360 und Windows Vista ein Multiplayer-Actionspiel mit dem Titel Shadowrun vertrieben, das lose von der Rollenspielwelt inspiriert ist und die Technologie Live Anywhere nutzt. Im englischsprachigen Internet existieren mehrere MUDs und MUSHes, von denen einige als Rollenspiel-Plattform genutzt werden.
Im Jahr 2012 sammelte Jordan Weisman (Mitbegründer der FASA Corporation) über die Crowdfunding-Plattform Kickstarter erfolgreich Geld für Shadowrun Returns, ein Computer-Rollenspiel für verschiedene Plattformen. Auf gleichem Wege konnte Jan Wagner (Cliffhanger Productions) die Finanzierung für Shadowrun Online, ein rundenbasiertes und kooperatives Mehrspieler-Spiel für verschiedene Plattformen, ermöglichen. Diese Videospielreihe wurde mit Shadowrun: Dragonfall (2014) und Shadowrun: Hong Kong (2015) fortgesetzt.
Es existieren zahlreiche Hörspiele, welche von Fans für Fans produziert wurden, wie zum Beispiel „Die Preacher Chroniken“.

### Sammelkarten
Im Jahr 1997/98 erschien in mehreren Versionen – auf Deutsch bei FanPro – ein Shadowrun-Sammelkartenspiel. Neben dem Basisspiel erschien die Erweiterung Unterwelt. Ziel ist es, als Erster eine bestimmte Menge an „Reputation“ zu erlangen. Dazu müssen „Runs“ (Aufträge) erfolgreich abgeschlossen werden. Dies geschieht entweder durch Heimlichkeit oder offenen Kampf. Auf Grund der unausgewogenen Balance wird meistens mit kampfbetonten Gruppen gespielt, so dass Teams ohne klassische Feuerkraft kaum eine Chance haben.

### Tabletop
Ab 1989 produzierte Grenadier Models Shadowrun-Zinnfiguren. Bis zum Jahr 1991 entstanden 29 Figurensets. Ral Partha, die zu diesem Zeitpunkt schon seit mehreren Jahren Battletech-Miniaturen für FASA herstellte, übernahm die Lizenz und produzierte die Miniaturen bis zum Verkauf der Firma an FASA 1998. Seit 2001 werden die alten Serien vom neu gegründeten Unternehmen Iron Wind Metals weiterproduziert.
Im Jahr 1990 erschien bei FASA ein Brettspiel mit Namen DMZ Downtown Militarized Zone. Im Rahmen der normalen Rollenspielpublikationen erschienen drei Erweiterungen zu DMZ (Bodenpläne, Spielfiguren und ein Spielszenario in einem Abenteuerbuch), das Brettspielkonzept wurde jedoch schnell wieder fallen gelassen.
WizKids veröffentlichte im Jahr 2001 ein Tabletopsystem mit Namen Shadowrun Duels, das aber nicht erfolgreich war und nach der zweiten Serie eingestellt wurde.

### Kartenspiel
Im Jahr 2014 erschien Shadowrun: Crossfire, ein kooperatives Deck-Building-Kartenspiel für 1 bis 5 Spieler. Für Deck-Building-Kartenspiele ungewöhnlich ist, dass die Charaktere der Spieler Karmapunkte bekommen, für die permanente Fähigkeiten erworben werden können, was zu den Merkmalen eines Rollenspiels zählt. 2014 und 2016 erschienen zwei Character Expansion Packs und neue „Runs“ bzw. Abenteuer in der Las Vegas Expansion (2015)  und  High Caliber Ops (2015). Eine deutsche Übersetzung des Spiels gibt es nicht.

## Auszeichnungen
- Nominiert für die Auswahlliste des Deutschen Rollenspielpreises 2016 in der Kategorie Zubehör mit „Sperrzone Boston“[9]
- Ausgezeichnet mit dem Deutschen Rollenspielpreis 2017 in der Kategorie Zubehör: „Datapuls ADL“[10]